# 台湾山芥
台湾山芥（学名：Barbarea taiwaniana）为十字花科山芥属下的一个种。是台湾特有种植物之一，学名Barbareae taiwaniana，属十字花科。在高山的岩石旁广有分布。为多年生草本，叶对生，长椭圆形。花序无苞片，雌雄同株，花瓣黄色，四片，向外展呈十字形，雄蕊为四强雄蕊，果实为角果。

## 扩展阅读
- 維基物種上的相關：台湾山芥